# Попов, Владимир Васильевич (архитектор)
Влади́мир Васи́льевич Попо́в (24 декабря 1928, Ленинград — 3 ноября 2020) — советский и российский архитектор, народный архитектор Российской Федерации (2001), академик Российской академии архитектуры и строительных наук (1997), академик Российской академии художеств (2001), академик Международной академии архитектуры (отделение в Москве) (1990), профессор (1997), член Союза архитекторов СССР (Российской Федерации) (с 1955).

## Биография
Родился в Ленинграде. Отец — Василий Петрович Попов (1898—1964), инженер, специалист по паровым турбинам. Мать — Рахиль Вульфовна Вигдергауз (1897—1997), инженер-электрик, проектировщик.
С детства Владимир увлекался рисованием и участвовал в городских выставках. До Великой Отечественной войны окончил начальную школу в Ленинграде.
В 1941—1946 годах находился в эвакуации на Урале, работал на военном заводе, учился, там в поселке Артемовском окончил среднюю школу.
В 1946—1951 годах учился на факультете архитектуры в Ленинградском инженерно-строительном институте в мастерской профессора А. А. Оля.
В 1951—1956 годах работал по распределению в Ташкенте на восстановлении погранзастав на советско-афганской границе в составе строительного отряда войск МГБ; затем учился в аспирантуре Ленинградского инженерно-строительного института у профессора А. А. Оля; проходил стажировку в школе-мастерской И. В. Жолтовского в Москве.
В 1957—1968 годах работал в институте Ленпроект, с 1964 года — руководитель мастерской № 6.
В 1968—1986 годах — заместитель главного архитектора Ленинграда, первый заместитель начальника Главного архитектурно-планировочного управления Ленгорисполкома.
В 1986—2010 годах работал в институте ЛенНИИпроект начальником проектного управления, а затем главным архитектором института.
В 1990—2012 годах — президент Санкт-Петербургского союза архитекторов и вице-президент Российского союза. С 2012 года — почётный президент Санкт-Петербургского Союза архитекторов.
Помимо профессиональной архитектурной деятельности и работ в области монументального искусства, вёл активную государственную и общественную деятельность. Являлся членом Градостроительного совета при Правительстве Санкт-Петербурга, членом Совета по сохранению культурного наследия при правительстве Санкт-Петербурга, членом Координационного совета творческих союзов Санкт-Петербурга.
С 1988 года до последних дней преподавал в Санкт-Петербургской академии художеств имени Ильи Репина (педагог, руководитель учебной творческой мастерской, заведующий кафедрой архитектуры), профессор (1997).
Скончался 3 ноября 2020 года. Похоронен на Литераторских мостках Волковского православного кладбища.
Семья: сын — Антон Владимирович Попов; жена — Татьяна Леонидовна Соколова; внучка — Полина Антоновна Комаровская.

## Избранные реализованные проекты

### Градостроительные проекты
- Планировка западной части Васильевского острова в Санкт-Петербурге. Под руководством А. И. Наумова. 1958;
- Ансамбль площади Победы в Санкт-Петербурге. Коллектив авторов под руководством С. Б. Сперанского. 1961;
- Ансамбль площади Конституции в Санкт-Петербурге. В соавторстве с В. Н. Щербиным. 1969;
- Экспериментальный жилой квартал (ЭЖК) в районе Шувалово-Озерки. Коллектив авторов под руководством Г. Н. Булдакова и В. В. Попова. 1970-е;

### Здания и сооружения
- Здание института Ленгидропроект на проспекте Испытателей в Санкт-Петербурге. В соавторстве с Р. А. Глезиным и Я. М. Майзелисом. 1980-е;
- Жилой дом на Лиговском проспекте в Санкт-Петербурге. В соавторстве с И. Р. Арутюновой. 1965;
- Комплекс двух жилых домов «трилистников» на Гражданском проспекте в Санкт-Петербурге. В соавторстве с Н. В. Шульц. 1960-е;
- Детская музыкальная школа имени Е. А. Мравинского на Варшавской улице в Санкт-Петербурге. В соавторстве с Ю. Ф. Кожиным и А. И. Эфраимовичем, при участии скульптора В. Г. Стамова. 1970-е;
- Жилой дом для одиноких в Урицке. В соавторстве с В. Э. Шевеленко. 1968;
- Ленинградский речной вокзал с гостиницей и причалами (снесен в 2012). В соавторстве с И. Н. Кусковым, Т. Ф. Тарыкиной, Е. А. Розенфельдом. 1960-е;
- Станция ленинградского метрополитена «Обухово». В соавторстве с И. Н. Кусковым, с участием скульптора А. А. Федотова. 1975;
- Ограда Смольного сада со спусками к Неве на Смольной набережной в Санкт-Петербурге. При участии арх. Ю. Г. Шиндина и скульптора Б. А. Петрова. 2001;[7]
- Триумфальная арка Победы в Красном селе. При участии Т. М. Карповой и Н. А. Коноваловой. Скульптор Б. А. Петров. 2015.

### Памятники
- Памятник В. И. Ленину в Симферополе. Скульптор В. Г. Стамов. 1967;
- Мемориал героям-пожарным, погибшим в Ленинграде в 1941—1945 гг. Скульптор Л. К. Лазарев. 1969;
- Памятник М. Ю. Лермонтову в Пензе. Скульптор В. Г. Стамов. 1975;
- Памятник на могиле скульптора Л. В. Шервуда на Литераторских мостках Волковского кладбища в Санкт-Петербурге. Скульптор В. Г. Стамов. 1980;
- Памятник Св. Благоверному князю Александру Невскому в Санкт-Петербурге. Скульпторы В. Г. Козенюк, А. С. Чаркин, А. А. Пальмин. 2001;
- Ансамбль памятников петербургским архитекторам итальянского происхождения в сквере на Манежной площади в Санкт-Петербурге. Скульптор В. Э. Горевой. 2003;

## Награды
- Орден Почёта (2010)[8];
- Орден «Знак Почёта» (1976);
- Медаль «В память 250-летия Ленинграда» (1957);
- Медаль «За доблестный труд. В ознаменование 100-летия со дня рождения В. И. Ленина» (1969);
- Медаль «Ветеран труда»;
- Народный архитектор Российской Федерации (2001);
- Заслуженный архитектор РСФСР (1990);
- Знак отличия «За заслуги перед Санкт-Петербургом» (2004);
- Медаль «В память 300-летия Санкт-Петербурга» (2003);
- Медаль Русской православной церкви Преподобного Сергия Радонежского 1 степени (2002);
- Золотая медаль РАХ (2007);
- Медаль имени И. В. Жолтовского «За выдающийся вклад в архитектурное образование» Союза архитекторов России (2010);
- Орден «За служение искусству» РАХ (2013).